# Pseudorhaetus sinicus
Pseudorhaetus sinicus es una especie de coleóptero de la familia Lucanidae.

## Distribución geográfica
Habita en China.